# لئو آری مئیر

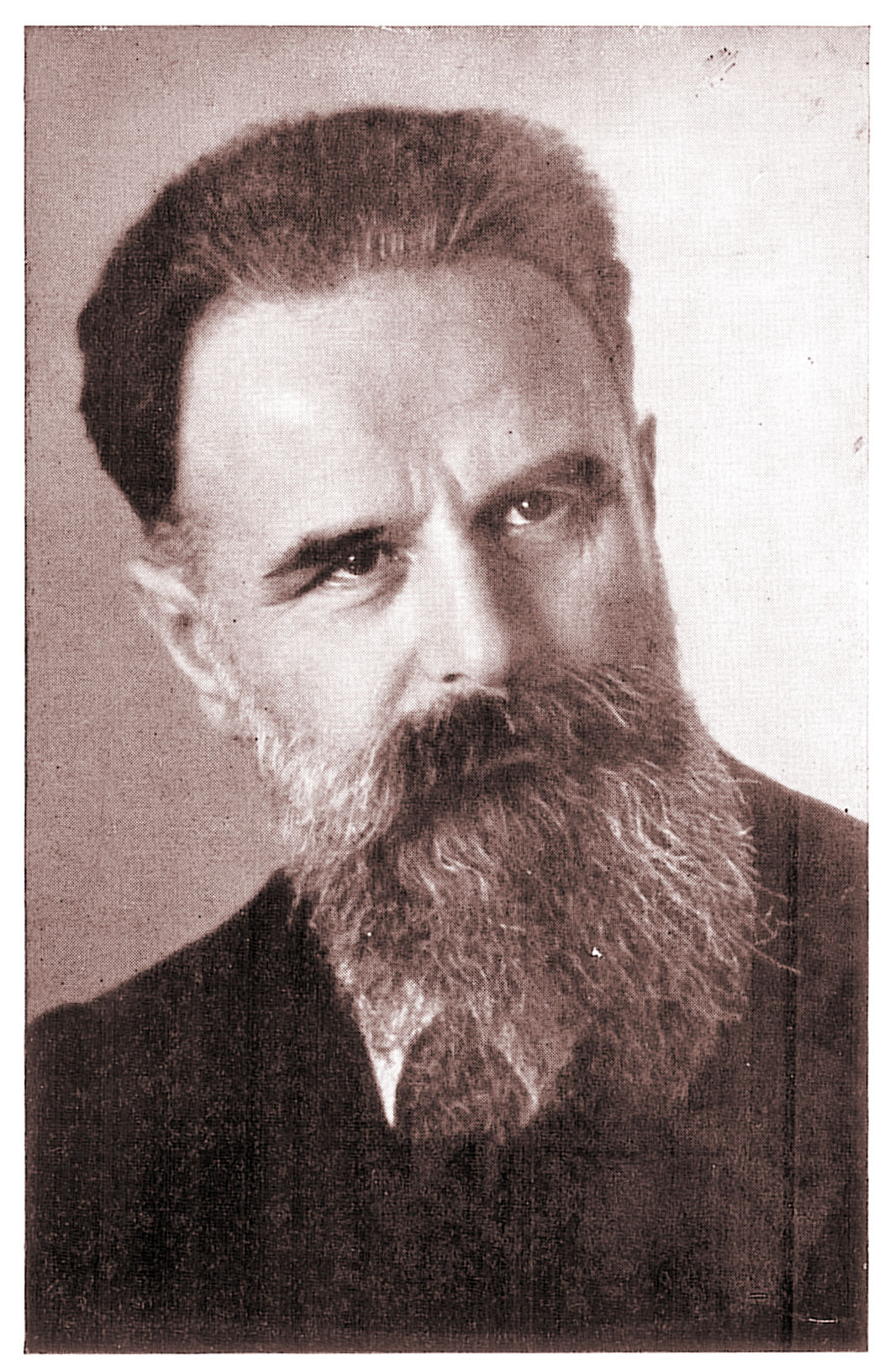
لئو آری مئیر

لئو آری مئیر (به عبری: ליאו אריה מאיר) همچنین معروف به ال.آ. مایر، شرق‌شناس برجستهٔ اسرائیلی، استاد تاریخ هنر، هنر اسلامی، ایران‌شناس و رئیس دانشگاه عبری اورشلیم بود.
وی در سال ۱۳۱۳ خورشیدی از شرکت‌کنندگان در کنگره هزاره فردوسی در ایران بود.

## افتخارات

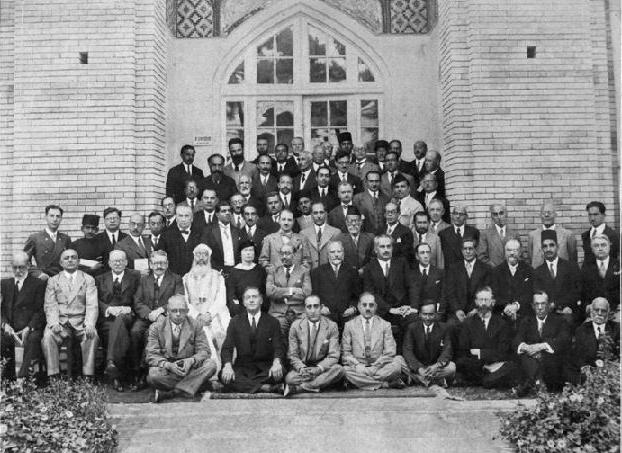
شرکت‌کنندگان در کنگره هزاره فردوسی در مقابل تالار دارالفنون، تهران. لئو آری مئیر نفر آخر از سمت چپ.

ال.آ. مایر در سال ۱۹۴۸ میلادی، دریافت‌کنندهٔ نشان امپراتوری بریتانیا شد.
وی در سال ۱۹۵۹ میلادی، جایزهٔ اسرائیل که عالی‌ترین جایزه دولتی اسرائیل است را دریافت کرد.
در سال ۱۹۷۴ میلادی، موزه هنر اسلامی اورشلیم به نام وی نامگذاری شد.